# Gebietskulisse
Die Gebietskulisse oder Flächenkulisse ist ein Begriff aus der Raumplanung und bezeichnet ein abgegrenztes Gebiet, das aus einzelnen Teilgebieten besteht, die in geografischer und naturschutzfachlicher Hinsicht homogen sind.
In Anlehnung an den Begriff Kulisse handelt es sich bei einer Gebietskulisse um ein Gebiet, das in einem früheren Stadium des Planungsprozesses vorgeschlagen und im Zuge weiterer Planungs- und Beteiligungsprozesse noch verkleinert wird. 
Verwendet wird der Begriff unter anderem bei der Planung und Festlegung von Schutzgebieten im Natur- und Landschaftsschutz, zum Beispiel von Nationalparks in Deutschland, sowie von Flächen für Windkraftanlagen. 